# Zyklon B

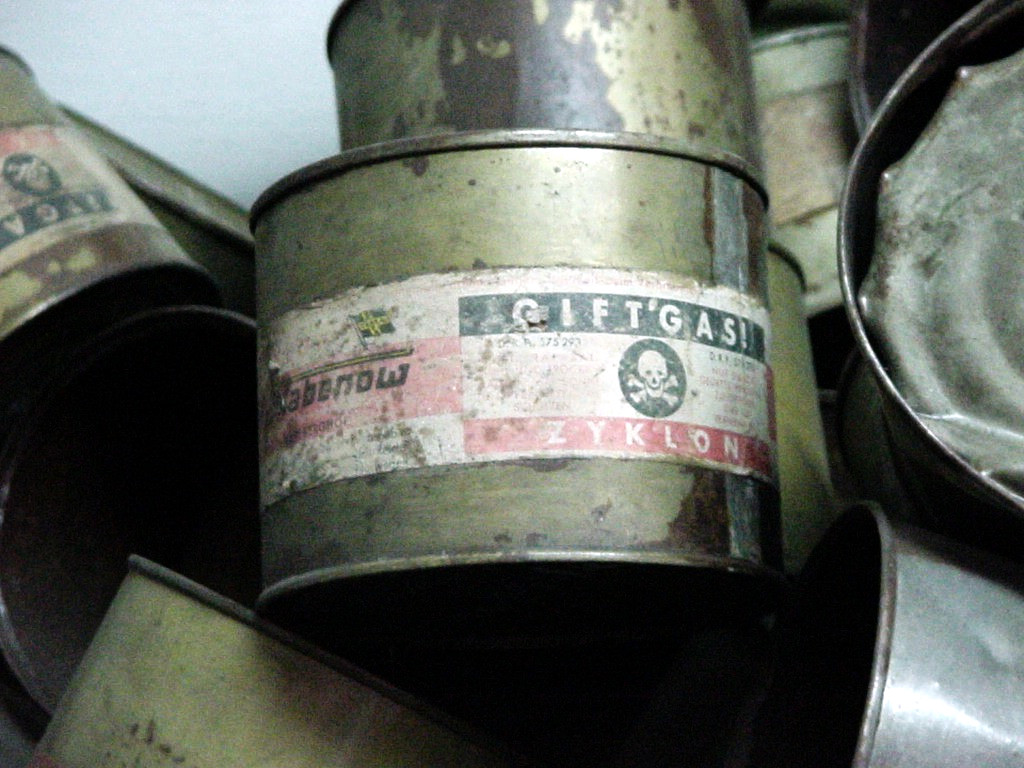
Zyklon B-behållare

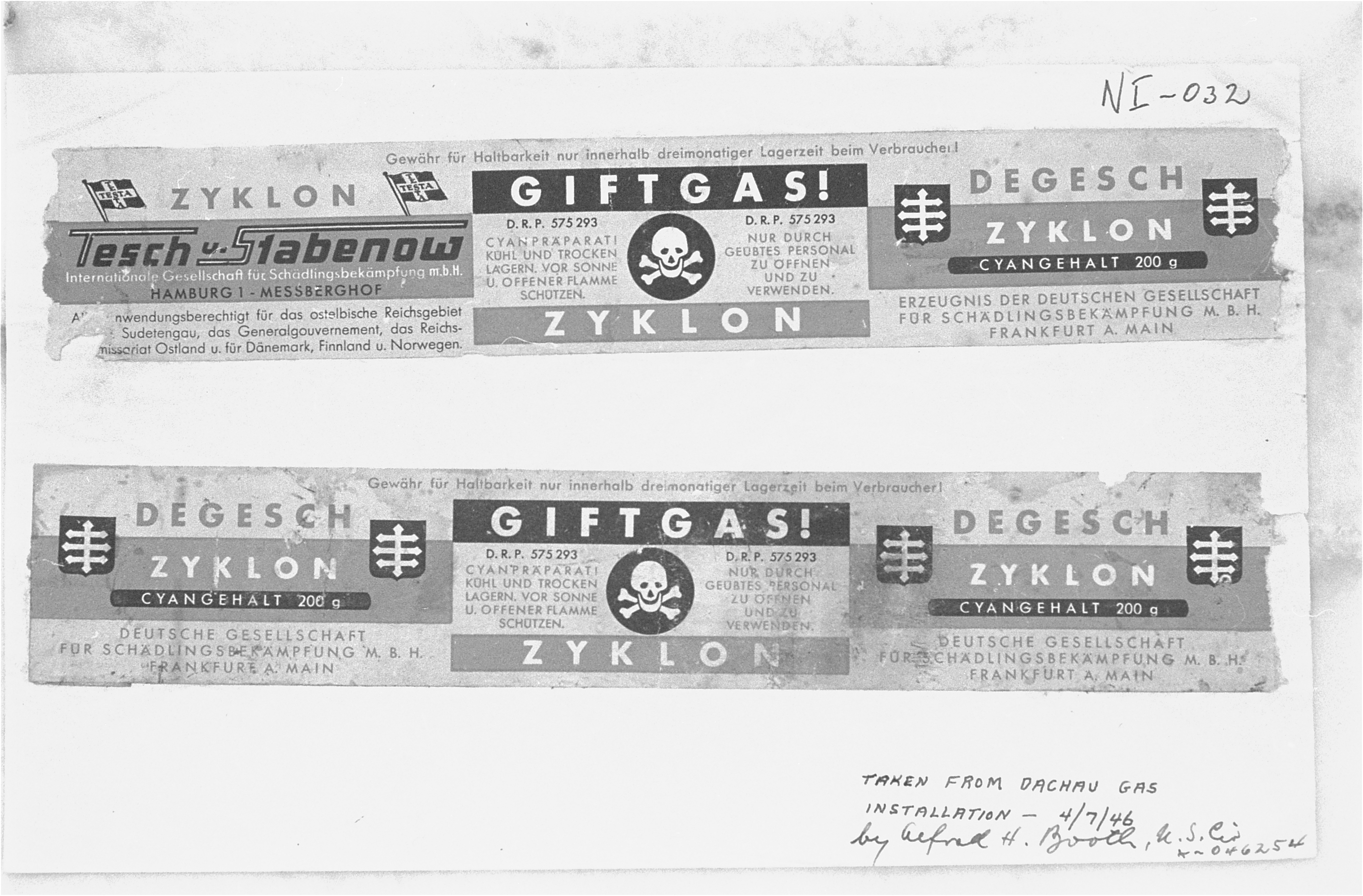
Zyklon B-etikett

Zyklon B, eller Zyklon-B, (tyskt uttal: [tsyˈkloːn ˈbeː]
 ( lyssna)) är vätecyanid som är bundet till ett bärämne i pelletsform, var en produkt ursprungligen ämnad som insektsmedel. Denna metod att hantera blåsyra uppfanns av Fritz Haber 1922 och användes för nazisternas massmord i förintelseläger, bland andra Auschwitz och Majdanek, under andra världskriget. När den lufttäta behållaren öppnas avger ämnet cyanvätegas. Zyklon B tillverkades av Degesch, ett företag i IG Farben-koncernen, och såldes med en skarp dofttillsats med syfte att förhindra människor att komma i kontakt med ämnet av misstag. Byrå IV:B4, ledd av Adolf Eichmann, inom Reichssicherheitshauptamt, Nazitysklands säkerhetsministerium, försåg Auschwitz med leveranser av Zyklon B.
Zyklon B provades första gången i avrättningssyfte i Block 11 i Auschwitz den 3 september 1941. Offren var sovjetiska krigsfångar. Vid detta tillfälle var Rudolf Höss, kommendant i Auschwitz, på tjänsteresa och hans ställföreträdare, Karl Fritzsch, övervakade gasningen. Kort därefter företogs en andra gasning och då var Höss närvarande. Efter andra världskriget vittnade Höss skriftligen om att döden inträdde ögonblickligen. Cyanid dödar cellernas mitokondrier, vilket innebär att mitokondrierna inte längre är i stånd att producera den energi som upprätthåller livet. Efter detta inrättades en gaskammare i krematoriet där Zyklon B-kristaller hälldes in genom en lucka. Zyklon B hade tidigare använts i lägret för avlusning av barackinteriörer och kläder.
Under 1942 fick Auschwitz en avgörande roll i nazisternas program för massmord på judar. För detta användes då Zyklon B, medan man i bland annat Bełżec, Sobibór och Treblinka använde kolmonoxid. I Bełżec testades Zyklon B vid ett tillfälle i februari 1942.